# كينجي جاسبر
كينجي جاسبر (بالإنجليزية: Kenji Jasper)‏ (20 نوفمبر 1976)؛ صحفي وروائي أمريكي.